# Auch ich habe in Arkadien gelebt

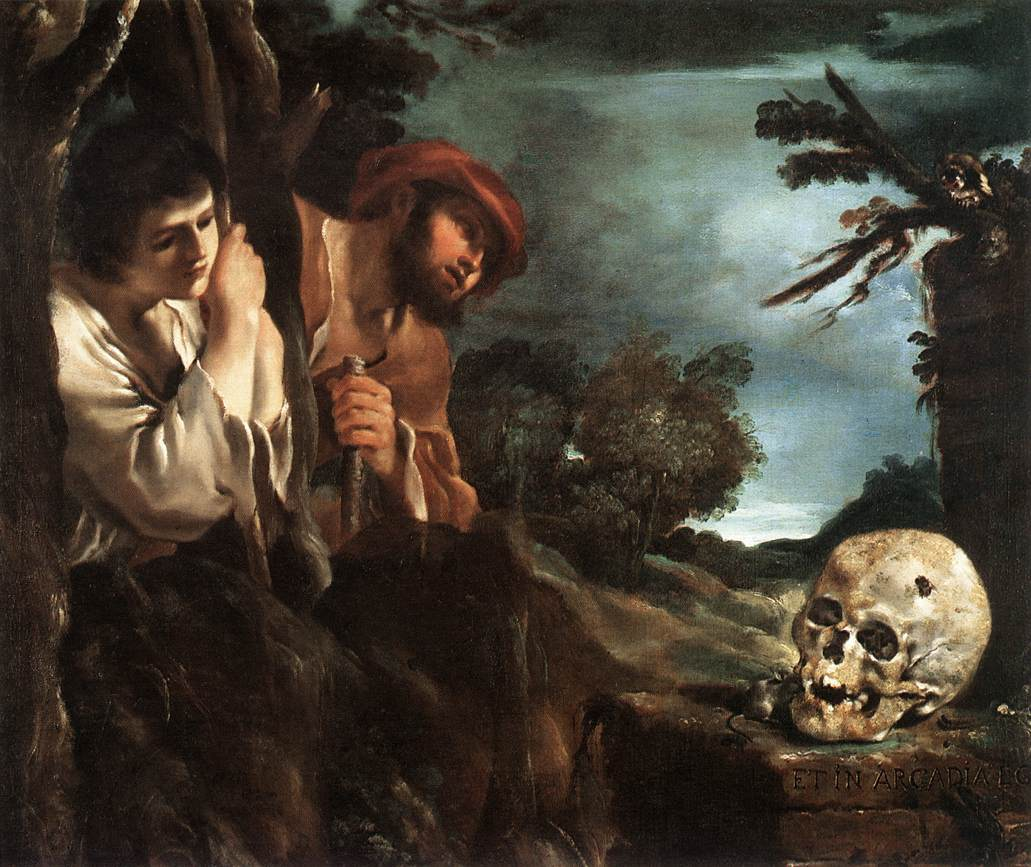
Giovanni Francesco Barbieri: Et in Arcadia ego (um 1628)

Auch ich habe in Arkadien gelebt ist eine kurze Erzählung von Ingeborg Bachmann, die die Autorin unter dem Namen Inge Bachmann im „Morgen“, der Monatsschrift freier Akademiker, im April 1952 in Wien publizierte.

## Inhalt

### Handlung
Der mittellose Erzähler beteiligt sich am Bau einer breiten Straße, die über eine Weltstadt ans Meer führt. In jener großen Stadt macht der Erzähler nach dem Straßenbau sein Glück. Was er auch anpackt – es gelingt. Seinen geheimsten Wunsch, ans Meer zu fahren, erfüllt er sich allerdings nicht. Denn der Erzähler muss sich in der großen Stadt jeden Werktag neu bestätigen.

## Interpretation
Der Erzähler, aus seinem bergigen, von Schafherden belebten Arkadien hinab in den Alltag gestiegen, bleibt trotz seiner hastigen Reise von Erfolg zu Erfolg in jener Weltstadt lebenslang Arkadier. Zur beständigen Zugehörigkeit zu diesem Land bedarf es keiner Reise ans Meer. Der Erzähler fährt nur manchmal auf seiner breiten Straße in Richtung Meer bis an den Stadtrand, um die Abendsonne zu sehen. Genauer, es geht um die letzten zwei Sonnenstrahlen. Das sind silbrige Geleise zum Sonnenball. Dieser ist ein riesiger, sinkender Bahnhof, der „alle Wanderer in den Himmel heimholt“.
Weigel schockiert den Leser mit dem Ungeheuerlichen. Der Bahnhof mit Geleisen assoziiere Auschwitz.

## Rezeption
Ingeborg Bachmanns Bild von den zwei silbrigen Geleisen in den Bahnhof Sonne nennt Bartsch „lyrisch-utopisch“, wenn er das seltsame Anklammern des Arkadiers an dieser „kapitalistischen Wettbewerbsgesellschaft“ bespricht. Aus der großen Stadt sei Rückkehr nach Arkadien schier unmöglich.
In späteren Jahren habe sich die Autorin nicht mehr gegen die Moderne empört.
Mit dem Titel knüpfe die Autorin in die Klassiker an. Geesen nennt Goethes „Italienische Reise“ und Schillers „Resignation“ als Vorbilder. Bei der genannten Weltstadt, in der ein Arkadier an Identität eigentlich nur verlieren könne, denkt Geesen an Babylon. Weigel gibt eine bestürzende Auslegung des Titels an, die Erwin Panofsky („Sinn und Deutung in der bildenden Kunst“ (DuMont, Köln 1978)) gefunden hat: Der Tod ist überall; sogar mitten in Arkadien.

### Textausgaben
Verwendete Ausgabe
- Christine Koschel (Hrsg.), Inge von Weidenbaum (Hrsg.), Clemens Münster (Hrsg.): Ingeborg Bachmann. Werke. Zweiter Band: Erzählungen. Piper, München 1978 (5. Aufl. 1993), Band 1702 der Serie Piper, ISBN 3-492-11702-3, S. 38–40

### Sekundärliteratur
- Otto Bareiss, Frauke Ohloff: Ingeborg Bachmann. Eine Bibliographie. Mit einem Geleitwort von Heinrich Böll. Piper, München 1978. ISBN 3-492-02366-5
- Kurt Bartsch: Ingeborg Bachmann. Metzler, Stuttgart 1997 (2. Aufl., Sammlung Metzler. Band 242). ISBN 3-476-12242-5
- Mechthild Geesen: Die Zerstörung des Individuums im Kontext des Erfahrungs- und Sprachverlusts in der Moderne. Figurenkonzeption und Erzählperspektive Ingeborg Bachmanns. Schäuble, Rheinfelden 1998. ISBN 3-87718-836-2 (Diss. München 1998)
- Monika Albrecht (Hrsg.), Dirk Göttsche (Hrsg.): Bachmann-Handbuch. Leben – Werk – Wirkung. Metzler, Stuttgart 2002. ISBN 3-476-01810-5
- Sigrid Weigel: Ingeborg Bachmann. Hinterlassenschaften unter Wahrung des Briefgeheimnisses. dtv, München 2003 (Zsolnay, Wien 1999). ISBN 3-423-34035-5, S. 252–259